# Jackiella javanica
Jackiella javanica là một loài rêu tản trong họ Jackiellaceae. Loài này được Schiffner miêu tả khoa học lần đầu tiên năm 1900.